# دارشکنک ابروسفید
دارشکنک ابروسفید (نام علمی: Sasia ochracea) نام یک گونه از تیره دارکوب است. این پرنده که در بنگلادش، بوتان، هند، نپال، میانمار، تایلند و ویتنام یافت می‌شود عمدتاً در جنگل‌های گرمسیری و نیمه گرمسیری سکنی دارد. این پرنده از بامبو برای ساخت آشیانه استفاده می‌کند.